# Richard Upjohn
Richard Upjohn (ur. 22 stycznia 1802 w Shaftesbury, zm. 17 sierpnia 1878 w Garrison w stanie Nowy Jork) – amerykański architekt angielskiego pochodzenia.

## Życiorys
Wbrew życzeniom rodziców, którzy chcieli, by podjął się jakiegoś „uczonego zawodu”, został uczniem stolarza meblowego. W 1829 z powodu popadnięcia w długi wyjechał do USA i zamieszkał w New Bedford w stanie Massachusetts, wkrótce potem został architektem i 1934–1839 pracował w Bostonie, stosując różne style. Zaprojektował m.in. kościół w stylu gotyckim w Bangor w stanie Maine (1837). W 1839 przeniósł się do Nowego Jorku, gdzie wypracował własny, dojrzały styl historyczny. W latach 1839–1846 według jego projektu powstało najbardziej znane jego dzieło – kościół św. Trójcy w Nowym Jorku, który stał się znany z piękna i czystości prostopadłych gotyckich linii, później dzięki temu sukcesowi przewodził wieloma komisjami budowy kościołów, a także domów (m.in. rezydencja króla Edwarda w Newport w stanie Rhode Island z 1845) i biur (m.in. Trinity Building w Nowym Jorku z 1852), budowanych w stylu włoskiego renesansu. Z budowli sakralnych projektował głównie kościoły episkopalne, jednak kierował również m.in. budową Madison Square Presbyterian Church. Uważał styl gotycki za wyraz chrześcijańskiej architektury i m.in. odmówił zaprojektowania kościoła dla unitarian, których uznawał za antychrześcijańską sektę. Zwykle wnosił co najmniej jeden projekt kościoła misyjnego rocznie. W 1857 pomógł w zakładaniu American Institute of Architects i został jego przewodniczącym do swojej rezygnacji w 1876.